# 雷苏塔诺
雷苏塔诺（義大利語：Resuttano），是意大利卡尔塔尼塞塔省的一个市镇。总面积38.25平方公里，人口2206人，人口密度57.7人/平方公里（2009年）。ISTAT代码为085014。